# Zdravko Jakop
Zdravko Jakop (* 1967 in Višnjica, Gemeinde Lepoglava, Jugoslawien) ist ein kroatischer General und parteiloser Politiker. Er ist designierter Verteidigungsminister des Landes.

## Leben
Zdravko Jakop besuchte die Grundschule in Višnjica und die Höhere Technische Schule in Maribor. An der Universität Zagreb studierte er zunächst Verkehrstechnik, danach absolvierte er ein Aufbaustudium im Fach Internationale Beziehungen. Darauf folgte ein Studium an der Kroatischen Militärakademie „Petar Zrinski“ sowie am NATO Defense College in Rom.
Im Oktober 1991 trat er der Nationalgarde bei. Er wurde 1993 im Kroatienkrieg verwundet. 2009 erfolgte die Beförderung in den Rang des Brigadegenerals. Jakop ist Mitarbeiter der Kroatischen Verteidigungsakademie "Dr. Franjo Tuđman".
Seit November 2016 ist er Staatssekretär im Kroatischen Verteidigungsministerium. Nachdem der bisherige Verteidigungsminister Mario Banožić durch verbotswidriges Überholen bei Nebel einen Unfall verursacht hatte, bei dem ein Mensch starb und Banožić selbst schwer verletzt wurde, wurde dieser von Ministerpräsident Andrej Plenković entlassen. Zunächst wurde provisorisch Außenminister Gordan Grlić Radman mit der Führung des Ministeriums betraut. Noch am selben Tag gab Plenković die Ernennung Jakops zum neuen Verteidigungsminister bekannt.

## Veröffentlichungen
- (mit Mate Pađen): Permanent structured cooperation (PESCO) and European Defence Fund (EDF) as a tool for economic development, in: Interdisziplinäre Managementforschung (ISSN 1847-0408), Jg. 16.2020, S. 739–762.